# Anatopia
Anatopia war ein vier Jahre lang bestehendes Hüttendorf bei Papenburg im Emsland, das 1991 auf dem Gelände der seinerzeit geplanten Mercedes-Teststrecke, heute Automotive Testing Papenburg, von Teststreckengegnern errichtet wurde. Als Protestcamp bestand es bis zu seiner Räumung durch die niedersächsische Polizei im Jahre 1995. 

## Errichtung und Ziele
Das aus etwa 20 Holzbauten und Wohnwagen bestehende Hüttendorf wurde am 4. Juli 1991 von jungen Leuten aus der links-alternativen Szene errichtet. Es entstand auf dem zukünftigen Teststreckengelände im Bereich eines geplanten Brückenbauwerkes. Im Sommer hielten sich gelegentlich bis zu 100 Menschen im Camp auf, darunter Studenten aus Berlin, Oldenburg und den Niederlanden. Im Winter lebten zeitweise nur 3 bis 4 Personen dort. Die Landwirte der näheren Umgebung unterstützten die Ziele der Hüttendorfbewohner nicht, aber versorgten sie mit Lebensmitteln und Wasser. 
Das Hüttendorf richtete sich in erster Linie gegen den Bau der etwa 12 km langen Teststrecke in der weitläufigen Moorlandschaft südöstlich von Papenburg. Sie gehört zum größten zusammenhängenden Moorgebiet Norddeutschlands und sollte für den Bau größflächig abgetorft werden. Unter den Hüttendorfbewohnern gab es zahlreiche Motive zur Besetzung des künftigen Baugeländes. In erster Linie sollte die Zerstörung des Moores auf diese Weise verhindert werden. Zum anderen richtete sich der Protest gegen die Pläne des Unternehmens Mercedes zum Bau von schnelleren und größeren Limousinen. Zu den Campbewohnern gehörten auch Aktivisten, die ihre Anwesenheit als Widerstand „gegen alle Formen von Ausbeutung“ ansahen oder hier einen alternativen sowie einfachen Lebensstil praktizieren wollten.

## Räumung und Teststreckenbau
Da das Hüttendorf illegal auf dem zukünftigen Baugelände der Teststrecke errichtet worden war, ging das Unternehmen Mercedes juristisch gegen die Bewohner vor. Ab November 1994 waren sie zum Verlassen des Hüttendorfes verpflichtet gewesen. Da eine baldige Räumung befürchtet wurde, kam es bereits ab diesem Zeitpunkt lokal und deutschlandweit durch Sympathisanten zu Solidaritätsaktionen, die sich auch gegen das Unternehmen Mercedes richteten. Dazu zählten Demonstrationen in Papenburg, Berlin, Stuttgart, aber auch Angriffe auf Mercedes-Niederlassungen in Hannover, Hamburg und Wuppertal, zum Teil durch Brandanschläge.
Als Angehörige des Schwarzen Blocks am 7. Januar 1995 auf der Straße zum Hüttendorf eine Barrikade errichteten und diese anzündeten sowie die Polizei mit Steinen und Leuchtmunition attackieren, erfolgte am 9. Januar 1995 die Räumung. Etwa 350 Polizisten beseitigten das Hüttendorf, das seine Bewohner bereits verlassen hatten. Unmittelbar nach der Räumung kam es im Januar 1995 deutschlandweit durch Sympathisanten des Hüttendorfes zu weiteren Solidaritätsaktionen. Dazu zählten spontane Demonstrationen in Bielefeld, Hamburg, Lübeck und Osnabrück sowie Beschädigungen an Niederlassungen. Von Brandanschlägen waren Mercedes-Filialen in Greifswald und Wilhelmshaven betroffen.
Der Bau des Testgeländes begann noch 1995. Nachdem es 1997 in Betrieb gegangen war, wurde aus der ursprünglich von Mercedes geplanten Teststrecke ein herstellerunabhängiges Automobil-Prüfgelände, das seit 1998 unter Automotive Testing Papenburg firmiert.

## Rezeption
Über das Hüttendorf Anatopia entstand 1996 eine Filmdokumentation, die das Hüttendorf und die Teststrecke zum Inhalt hatte. Die Musikgruppe Guts Pie Earshot produzierte dazu 1995 eine Filmmusik.